# Jorge Mountbatten, 4.º Marquês de Milford Haven
George Ivar Luís Mountbatten, 4.º Marquês de Milford Haven (nascido em 6 de junho de 1961), estilizado Conde de Medina antes de 1970, é o filho mais velho de David Mountbatten, 3.º Marquês de Milford Haven e de sua segunda esposa, Janete Mercedes Bryce. Ele é o irmão mais velho de Ivar Mountbatten.
Jorge Mountbatten é um descendente direto do romancista russo Alexandre Pushkin e de Abram Petrovich Gannibal, um protegido africano de Pedro, o Grande.
Em 8 de março de 1989, ele casou-se com Sara Georgina Walker (nascida em 17 de novembro de 1961). O casal, divorciado desde 1996, teve dois filhos:
- Tatiana Helena Geórgia Mountbatten, nascida em 16 de abril de 1990, Ela se casou com Alexander "Alick" Bernard Molyneux Dru (nascido em 1991) em 23 de julho de 2022 na Catedral de Winchester. Alick é filho de Bernard Auberon Alexander Dru e Catherine Margaret Norden. Ele é bisneto do Coronel Aubrey Herbert, tataraneto de Henry Herbert, 4º Conde de Carnarvon, e de John Vesey, 4º Visconde de Vesci, e sobrinho-neto (por casamento) de Evelyn Waugh.
- Henrique Mountbatten, Conde de Medina, nascido em 19 de outubro de 1991

Em 20 de agosto de 1997, Jorge Mountbatten casou-se com Clara Husted Steel (nascida em 2 de setembro de 1960). Eles não têm filhos juntos.
Em 2000, fundou o website uSwitch, que compara os preços de gás e eletricidade e que ajuda clientes a trocarem de fornecedores. Em março de 2006, a companhia foi vendida para a firma de mídia americana E. W. Scripps por £210 milhões de libras esterlinas (300 milhões de dólares).

## Estilos
- Conde de Medina (1961-1970)
- O Mais Honorável o Marquês de Milford Haven (1970-presente)